# Auzeville-Tolosane
Auzeville-Tolosane este o comună în departamentul Haute-Garonne din sudul Franței. În 2009 avea o populație de 3.259 de locuitori.

## Evoluția populației
| An        | 1975  | 1982  | 1990  | 1999  | 2006  | 2009  |
| --------- | ----- | ----- | ----- | ----- | ----- | ----- |
| Populație | 1.073 | 1.808 | 2.000 | 2.202 | 2.767 | 3.259 |